# Mutbenret
| G15 · t | M30 | t | Aa29 | B1 |

| G15 · t | M30 | t | Aa29 | B1 |

Mutbenret (o Benretmut) fue una noble del Antiguo Egipto, considerada hermana de la Gran Esposa Real Nefertiti. Su nombre también se ha deletreado como Mutnedjemet porque los jeroglíficos para nedjem y bener son similares. El nombre ahora se cree que es Mutbenret, sin embargo.
Una teoría sostiene que Mutbenret es la misma persona que Mutnedymet la esposa de Horemheb, el último gobernante de la Decimoctava Dinastía. Pero no hay evidencia concluyente para esta teoría, y algunos la desafían.

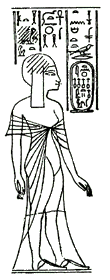
Mutbenret en una tumba de Amarna.

Mutbenret aparece en varias de las Tumbas de Nobles en Amarna:
- En la tumba de Panehesy (tumba 6) la presencia de dos enanos en un dintel en un registro asociado con una escena de ofrenda semiperdida indica que Mutbenret fue representada cerca (probablemente en el registro siguiente con las princesas reales).[5]

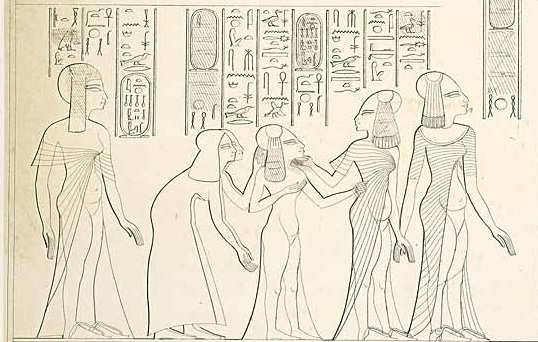
Mutbenret detrás de Meritatón, Meketatón y Ankhesenpatón y sus niñeras. Escena del premio de Parennefer. (De Lepsius Denkmäler)

- Mutbenret aparece detrás de las princesas reales en la escena del premio para Parennefer (tumba 7).[6]

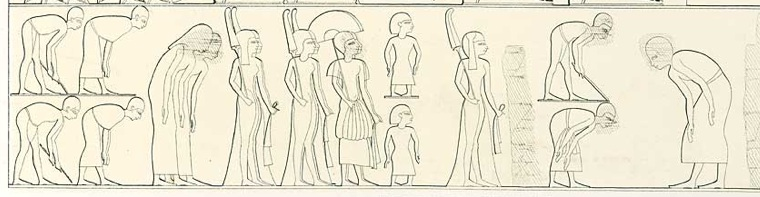
Mutbenret detrás de dos cortesanos inclinados. La acompañan dos sirvientes enanos. (Lepsius Denkmäler)

- Mutbenret es representada en la escena del premio para Tutu en la tumba 8. En el registro inferior aparecen el rey y la reina, la hermana de la reina Mutbenret con sus dos enanos, varios portadores de abanicos y las niñeras de las princesas.[6]
- En la tumba de May la familia real es mostrada adorando a Atón. Akenatón y Nefertiti están acompañados por tres princesas. Meritatón y Meketatón son nombradas como las dos princesas en el registro inferior; la tercera princesa arriba es probablemente Ankhesenpaatón. Las tres son mostradas sacudiendo sistros. Por encima de las princesas se ve a la hermana de la reina Mutbenret acompañada por sus característicos dos sirvientes enanos.
- El dintel en la tumba anónima 20 muestra también a la familia real adorando a Atón. La misma escena doble a izquierda y derecha en una imagen espejo.  Akenatón es mostrado en ambos lados llevando la corona khepresh. Nefertiti y sus hijas no llegaron a ser talladas. Las inscripciones muestran que Nefertiti debería seguir a su marido, seguida por Meritatón, Meketatón y Ankhesenpaatón. Detrás de las princesas se ve a la hermana de la reina Mutbenret.
- En la tumba anónima 22, el dintel muestra a la familia real adorando a Atón. Akenatón es mostrado llevando la corona khepresh. Nefertiti, llevando su característica corona azul, sigue a su marido, seguida por tres princesas, probablemente Meritatón, Meketatón y Ankhesenpaatón. Detrás de las princesas se ve a la hermana de la reina Mutbenret.
- Mutbenret también aparece en la tumba de Ay (Tumba sur 25), donde  es mostrada como una niña. Sus títulos formales incluyen 'La Hermana de la Esposa principal del Rey' (indicando una relación directa con Nefertiti). Mutbenret está acompañada por sus dos enanos Hemetniswerneheh y Mutef-Pre.

Se especula que una pieza de alabastro encontrada en la tumba de Tutankamón, en forma de barca que lleva una dama sentada con una enana acondroplásica como remera, representa a Mutbenret con una integrante de su extravagante servidumbre.